# Lindeschu

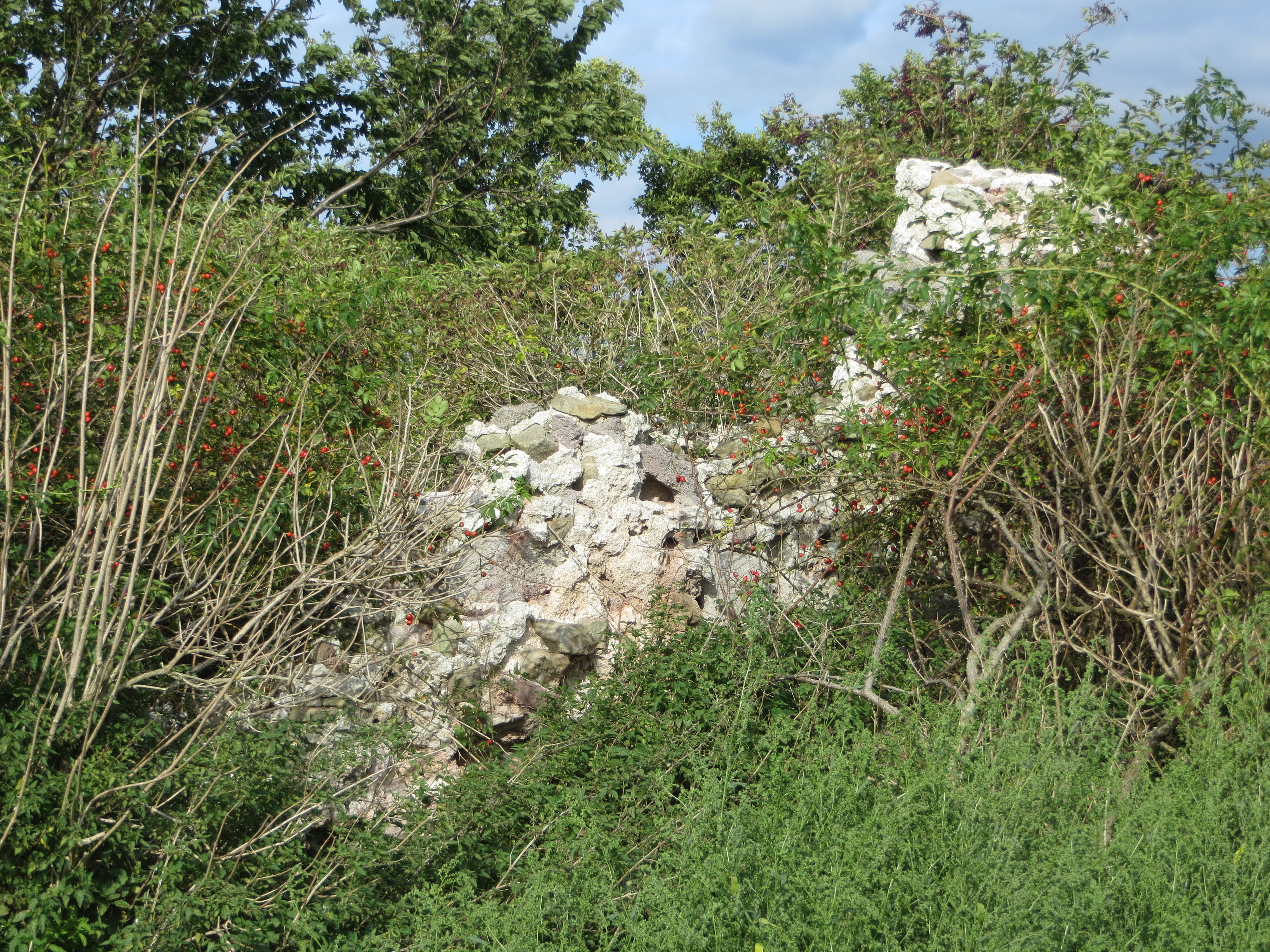
Lindeschu

Die Wüstung Lindeschu, auch Lindischau genannt, gehört zum Ortsteil Sittendorf der Gemeinde Kelbra im Landkreis Mansfeld-Südharz in Sachsen-Anhalt. Die Wüstung ist unter der Erfassungsnummer 428300472 im örtlichen Denkmalverzeichnis als Bodendenkmal eingetragen.

## Lage
Die Wüstung befindet sich am nördlichen Fuß des Kyffhäusergebirges unterhalb der Rothenburg in der Goldenen Aue östlich von Kelbra in der Nähe von Sittendorf.

## Geschichte
Der Ort Sittendorf wurde 1059–1072 erstmals urkundlich erwähnt. Sowohl Sittendorf als auch Lindeschu mussten der Jechaburg den Zehnt abgeben. Bei der Belehnung der Herren von Tütcherode  mit der Rothenburg wurde zudem festgelegt, dass die Bewohner von Kelbra, Sittendorf und Lindeschu die sogenannte Küchenspeise zu reichen hatten. Über das Wüstwerden wurde nichts berichtet. Im Fleglerkrieg 1412 wurde das um 1128 erstmals urkundlich genannte Dorf zerstört.